# Federico Piovaccari
Federico Piovaccari "Il Pifferaio"(n. 1 septembrie 1984, Gallarate, Italia) este un fotbalist italian care în prezent evoluează pentru echipa AC Virtus.

## Carieră
A început fotbalul la Pro Patria, a fost împrumutat în Serie D la echipa de fotbal A.C. Castellettese unde a marcat 6 goluri în 17 meciuri. În 2003, a ajuns la Inter Primavera, unde a marcat 15 goluri și alte 4 în turneul Viareggio. El a fost împrumutat la Vittoria, San Marino și Triestina Calcio. După cele 3 împrumuturi este transferat la Treviso, unde joacă 40 de meciuri și înscrie 4 goluri. Drumul tânărului fotbalist continuă, acesta ajungând la Ravenna Calcio, unde se remarcă prin cele 34 de meciuri și 14 goluri. Federico este transferat la Cittadella, apoi la Sampdoria, apoi este împrumutat de Brescia, Novara, Grosseto, Steaua București, iar după aceea a trecut la clubul australian Western Sydney Wanderers, cu care a încheiat un contract pe durata de 1 an.
În mai 2016 clubul australian nu a mai activat opțiunea de prelungire a contractului, iar atacantul italian a devenit liber de contract. Pentru clubul din Sydney marcase 2 goluri în cele 12 apariții în tricoul acestuia.
Pe data de 17 august 2016, atacantul italian a semnat pe un an cu echipa spaniolă.
În iulie 2017, italianul a semnat cu echipa chineză Zhejiang Yiteng.
Pe data de 10 ianuarie 2018, italianul a semnat cu formația Ternana Calcio până pe 30.06.2018.
În prezent (sezonul 2018-2019) acesta evoluează pentru Cordoba CF în liga a doua din Spania.

## Palmares

### Club
Steaua București
- Liga I (1): 2013–14
- Supercupa României (1): 2013

### Individual
Cittadella
- Golgheter Serie B (1): 2010–11 (23 goluri)